# Cymakra granata
Cymakra granata é uma espécie de gastrópode do gênero Cymakra, pertencente a família Mitromorphidae.